# Lijst van gemeentelijke monumenten in Hoorn (gemeente)

Gemeentelijk monumentenschildje van de gemeente Hoorn

De gemeente Hoorn telt 417 gebouwde gemeentelijke monumenten, hieronder een overzicht. 
Sinds augustus 2017 kunnen gemeentelijke monumenten in de gemeente Hoorn herkenbaar zijn aan het hiernaast afgebeelde monumentenschildje.

## Blokker
De plaats Blokker kent 53 gebouwde gemeentelijke monumenten, waarvan één in Oosterblokker, zie de Lijst van gemeentelijke monumenten in Blokker.

## De Hulk
De plaats De Hulk kent 1 gebouwd gemeentelijk monument in de gemeente Hoorn, zie de Lijst van gemeentelijke monumenten in De Hulk.

## Hoorn
De plaats Hoorn kent 254 gebouwde gemeentelijke monumenten, zie de lijst van gemeentelijke monumenten in Hoorn (plaats).

## Zwaag
De plaats Zwaag kent 41 gebouwde gemeentelijke monumenten, zie de lijst van gemeentelijke monumenten in Zwaag.